# Càl·lies d'Arados
Càl·lies d'Arados o Càl·lias d'Arados（en llatí: Callias, en grec antic: Καλλίας) va ser un arquitecte grec, nadiu de l'illa d'Arados a la costa de Síria, que era contemporani de Demetri Poliorcetes, segons diu Vitruvi.